# Faruk Hadžibegić
Faruk Hadzibegic (né le 7 octobre 1957 à Sarajevo, Yougoslavie auj. en Bosnie-Herzégovine) est un footballeur international yougoslave d'origine bosnienne, mais désormais de nationalité française, qui évoluait au poste de libéro. Il est reconverti en entraîneur depuis 1995.

## Biographie
Le 15 janvier 2016, libre de tout engagement, il est nommé entraîneur du Valenciennes FC en remplacement de David Le Frapper. Le 26 septembre 2017, il est démis de ses fonctions. En octobre 2018, il réclame 410 000 € de dommages et intérêts à son ex-employeur. Il en recevra 290 000 après que celui-ci ait été débouté par le conseil des prud'hommes.
Le 29 octobre 2018, il remplace Régis Brouard à la tête du Red Star (alors dix-neuvième de Ligue 2).
Le 25 juillet 2019, il est nommé sélectionneur du Monténégro. Il quitte ses fonctions le 29 décembre 2020, souhaitant redevenir entraîneur d'un club.
Nommé sélectionneur de la Bosnie-Herzégovine le 4 janvier 2023, Hadžibegić, « d'un commun accord » avec la fédération bosnienne, quitte son poste le 23 juin, trois jours après une défaite à domicile contre le Luxembourg (0-2). Son bilan est d'une victoire et de trois défaites.

## Palmarès joueur

### En club
- Champion de Yougoslavie en 1985 avec le FK Sarajevo
- Finaliste de la Coupe de France en 1988 avec le FC Sochaux
- Vice-champion de France de Division 2 en 1988 avec le FC Sochaux

### EnÉquipe de Yougoslavie
- 61 sélections et 6 buts entre 1982 et 1992
- Participation au Championnat d'Europe des Nations (Premier Tour)
- Participation à la Coupe du Monde en 1990 (1/4 de finaliste)

#### Buts internationaux
| Date             | Type de match               | Match                            | Observation |
| ---------------- | --------------------------- | -------------------------------- | ----------- |
| 11 octobre 1989  | Eliminatoire Coupe du monde | Yougoslavie 1-0 Norvège          | penalty     |
| 11 décembre 1988 | Eliminatoire Coupe du monde | Yougoslavie 4-0 Chypre           | penalty     |
| 16 décembre 1987 | Eliminatoire Euro           | Turquie 2-3 Yougoslavie          |             |
| 14 octobre 1987  | Eliminatoire Euro           | Yougoslavie 3-0 Irlande du Nord  | penalty     |
| 4 février 1985   | Match amical                | Union soviétique 2-1 Yougoslavie | penalty     |
| 25 janvier 1985  | Match amical                | Yougoslavie 2-1 Union soviétique | penalty     |

## Statistiques

### Entraîneur
Mis à jour le 26 septembre 2017.
| Gaziantepspor    | 21 juin 2005     | 15 décembre 2005  | 18  | 7  | 6  | 5   | 26  | 27  | -1  | 38.9 |
| Diyarbakirspor   | 12 mars 2006     | 15 mai 2006       | 11  | 3  | 1  | 7   | 10  | 20  | -10 | 27.3 |
| Denizlispor      | 7 juin 2006      | 22 décembre 2006  | 18  | 4  | 7  | 7   | 15  | 18  | -3  | 22.2 |
| Chamois niortais | 7 février 2007   | 30 juin 2007      | 15  | 7  | 5  | 3   | 18  | 13  | +5  | 46.7 |
| Dijon FCO        | 22 décembre 2007 | 24 juin 2009      | 67  | 25 | 19 | 23  | 84  | 82  | +2  | 37.3 |
| SC Bastia        | 10 décembre 2009 | 11 mai 2010       | 21  | 8  | 5  | 8   | 26  | 27  | -1  | 38.1 |
| Arles-Avignon    | 1er octobre 2010 | 23 novembre 2011  | 48  | 6  | 16 | 26  | 30  | 75  | -45 | 12.5 |
| Valenciennes FC  | 19 janvier 2016  | 26 septembre 2017 | 64  | 18 | 23 | 23  | 72  | 74  | -1  | 28.1 |
| Total            | Total            | Total             | 263 | 78 | 83 | 102 | 281 | 336 | -55 | 29.7 |